# ماريو فورتوناتو
ماريو فورتوناتو (بالإسبانية: Mario Fortunato)‏ (19 مارس 1904 ببوينس آيرس في الأرجنتين - 10 يناير 1970 ببوينس آيرس في الأرجنتين) هو مدرب كرة قدم ولاعب كرة قدم أرجنتيني في مركز الوسط. شارك مع منتخب الأرجنتين لكرة القدم. أما مع النوادي، فقد لعب مع بوكا جونيورز وسبورتيفو باراكاس وهوراكان و.

## وصلات خارجية
- ماريو فورتوناتو على موقع قاعدة بيانات كرة القدم.إي يو (الإنجليزية)
- ماريو فورتوناتو على موقع عالم كرة القدم.نت (الإنجليزية)